# Raymond Lasnier
Pour les articles homonymes, voir Lasnier.
Raymond Lasnier est un peintre important pour l'histoire de l'art de la Mauricie né le 28 février 1924 et décédé le 10 février 1968. Actif dans le domaine culturel mauricien, il fut membre de l'Association des peintres professionnels du Québec. Enseignant au Centre des Arts de Trois-Rivières durant les années 1960, il a aussi donné le cours Histoire de l'art au Centre des études universitaires de Trois-Rivières.

## Enfance
Raymond Lasnier naît le 28 février 1924 à Québec. Il est le fils de Maurice Lasnier agent d’assurance et de Corine Duchesneau.
En 1927, alors qu’il n’a que trois ans, Raymond Lasnier contracte la poliomyélite ce qui a pour conséquence de lui enlever l’usage de ses deux jambes. Malgré son handicap, il a une enfance normale.
Il apprend à lire à l’âge de cinq ans et il parcourt les livres de la grande bibliothèque qu’il y a chez lui, bibliothèque héritée de son grand-père et il passe son temps à dessiner. « Il vend d'ailleurs ses premiers croquis à 0,01 $ chacun».
En 1938 — il a 15 ans — alors qu’il habite sur le chemin Sainte-Foy à Québec, il participe à un concours de dessin pour les jeunes du quotidien Le Soleil et son dessin du sphinx paraît avec vingt-deux autres dessins.
Il fait ses cours primaire et secondaire à Québec, où il obtient son diplôme, et où il acquiert des connaissances en sciences commerciales. Pendant cette période, ses passe-temps favoris sont la lecture et la construction de modèles réduits de bateaux et d'avions. À seize ans, il est déjà parfaitement bilingue, il apprend un peu l'allemand et le russe et il développe une habileté au piano. En 1941, à dix-sept ans il s’inscrit à un cours par correspondance à l'École internationale de dessin de Chicago « À la réception de son premier devoir, ses professeurs lui ont écrit, lui demandant où il avait appris à dessiner ».

## Vie adulte
La famille Lasnier déménage à Trois-Rivières en 1944. Lasnier a alors vingt ans.
Entre mai 1947 et janvier 1951, il se fait connaître à Montréal et surtout par les lecteurs du quotidien La Presse, car il fait régulièrement la page couverture du supplément lithographié du journal, avec ses toiles, aquarelles ou dessin,. Il fait de la peinture dite commerciale.
En 1948, il s’initie concrètement à la peinture auprès du professeur de peinture de Montréal et critique d’art à la revue Liaison, Géraldine Bourbeau. Dans ses toiles, il est influencé fortement par les impressionnistes — par Renoir en particulier — ainsi que par les cubistes. En 1949, il participe à l’exposition de peinture des élèves de Mme Bourbeau à l’École technique et son travail est remarqué par les journalistes. Avec le temps, il abandonne le dessin commercial pour se consacrer à son art.
En 1951, le quotidien  Le Nouvelliste lui consacre presque une pleine page sous le titre : La montée d’un artiste trifluvien. La même année, il obtient la deuxième mention spéciale du Concours artistique de la Province au Musée du Québec pour une de ses œuvres qui donne une vue du port de Trois-Rivières. Toujours en 1951, en décembre, il remporte le premier prix du concours de dessin de Noël du quotidien Le Nouvelliste et son dessin paraît dans le journal le 24 décembre.
À la suite du décès de Géraldine Bourbeau, une exposition lui rendant hommage est mise sur pied. Raymond Lasnier y participe en présentant son autoportrait en clair-obscur. Se retrouvant sans professeur de peinture, Lasnier continue à peindre en atelier libre avec Jordi Bonet et Léon Bellefleur qui l’encouragent à poursuivre en peinture et il se fait remarquer au Salon du Printemps au Musée des beaux-arts de Montréal en 1955.
L’année suivante, il ouvre sa propre école de peinture rue René à Trois-Rivières. Il offre des cours de peinture aux enfants et aux adultes. En plus de peindre et d’enseigner, il donne aussi des conférences sur la peinture et apparaît plusieurs fois à la télévision.
Raymond Lasnier aime beaucoup le monde et il se fait des amis partout. Et il amène à la maison toutes sortes de gens : poètes, peintres, troubadours errants, conteurs ainsi que plusieurs amis.
En 1957, il reçoit de nouveau une mention au concours artistique de la Province et l’année suivante il réalise une exposition individuelle à l'Hôtel de Ville de Trois-Rivières. À partir de cette année-là il consacre sa vie à l’éducation et à la création,. En 1959, il est récipiendaire du premier prix des Prix de la province de Québec pour sa Nature morte au poisson.
En 1960, il se mérite le Grand Prix de peinture de l’Exposition de Québec avec son tableau Vue sur le Lac Saint-Pierre. Il est alors lancé pour de bon. Entre 1960 à 1968, il expose, entre autres, au Centre d'art de Trois-Rivières, au Centre d'art de Shawinigan, au Salon du Printemps, à la Galerie du Vieux-Trois-Rivières, au Centre d’Art de Shawinigan, au Musée de Québec, au Salon du Printemps et au Musée des beaux-arts de Montréal.
Au cours de la décennie des années soixante, il enseigne au Centre des Arts de Trois-Rivières et donne aussi le cours Histoire de l'art au Centre des études universitaires de Trois-Rivières (1966). Début 1961, pour souligner l’excellence de son travail, une fête est donnée en son honneur à l’hôtel de ville de Trois-Rivières. La même année, il réalise la couverture du recueil de nouvelles d’Anne-Marie de Launière-Dufresne, Récits indiscrets. En 1963, il réalise le dessin de la couverture du livre de Sylvain : Horizons Mauriciens. L’année suivante, il devient président de l’Association régionale des infirmes, organisme dans lequel il est impliqué depuis plusieurs années.
Chrétien sincère, il participe chaque année au pèlerinage des handicapés au sanctuaire Notre-Dame-du-Cap. En 1966, le Musée du Québec lui consacre une exposition qui connaît un grand succès et, à la suite de ce succès, la Planque à Godro de Jean-Marc Gaudreault de Trois-Rivières fait deux choses : elle organise une fête en son honneur et crée une galerie permanente portant le nom Raymond-Lasnier. En décembre de la même année, il illustre la carte de souhaits d’Hydro-Québec, carte qui est diffusée dans le monde entier. Son nom s’ajouter à ceux de Dumouchel, Lemieux entre autres, peintures a reconnu le talent.
À l’été 1967, il expose au Centre d’Art de l’île d’Orléans aux côtés de peintres renommés comme Léo Ayotte, Marcel Bellerive, Stelio Sole, entre autres. La même année, il devient membre de la Commission du Centre culturel.
Au début de l’année 1968, il expose une vingtaine de toiles à la Galerie du Vieux-Trois-Rivières.
Il décède subitement à Trois-Rivières le 10 février 1968 à l'âge de 43 ans des suites de la grippe asiatique.
À sa mort, la ville de Trois-Rivières a tenu à rendre hommage à ce grand artiste en donnant son nom à une salle du Centre Culturel de Trois-Rivières. À la création de la Maison de la Culture, cette salle est devenue le Centre d'exposition Raymond-Lasnier. Centre d'art contemporain, ce dernier a comme mandat de présenter des artistes professionnels ainsi que de la relève d'ici et d'ailleurs.

## Son parcours artistique
Artiste dans l'âme, il a eu un parcours artistique bien rempli et récompensé. En 1951, il obtient une mention spéciale au Concours artistique de la Province au Musée du Québec, mention qu'il obtient à nouveau en 1957. En 1959, il reçoit le Prix de la province de Québec. L'année suivante, c'est le Grand Prix de l'Exposition de Québec qu'il remporte.
Actif dans le domaine culturel mauricien, il fut membre de l'Association des peintres professionnels du Québec. Enseignant au Centre des Arts de Trois-Rivières durant les années 1960, il a aussi donné le cours Histoire de l'art au Centre des études universitaires de Trois-Rivières. En 1958, il réalise une exposition individuelle à l'Hôtel de Ville de Trois-Rivières. De 1960 à 1968, il expose, entre autres, au Centre d'art de Trois-Rivières, au Centre d'art de Shawinigan, au Salon du Printemps et au Musée des beaux-arts de Montréal.
Influencé par les cubistes et les impressionnistes durant son enfance, il se détache vers la fin des années cinquante de ces styles pour aller vers les natures mortes, les paysages d'eau ainsi que les forêts. Dans les années 1960, il peint ses nocturnes et ses granges et son style s’affirme. C'est au cours de cette période qu'il adopte le noir, « couleur qu'il conservera tout au long de sa carrière. Vers le milieu des années soixante, de 1965 à 1967, il se tourne l'abstraction et tente d'exprimer le silence et la pureté dans une réalité dépouillée de détails non significatifs. Puis il va vers un figuratif trancendé; en effet, il « renoue avec la figuration et explore l’espace avec les balises, des œuvres plus épurées, mais dont on ressent un rapprochement de l’humain ».
Raymond Lasnier a admis l’influence de Delacroix, de Rembrandt et de l’art japonais dont il dit: « Les asiatiques ont une vision du monde dépouillée presque mytique ».
Lasnier a joué un rôle important dans le milieu culturel, surtout à Trois-Rivières où il a formé et influencé nombre de peintres.

## Honneurs

### De son vivant
- 1938 : son dessin du sphinx paraît dans le quotidien Le Soleil.
- 1951 : deuxième mention spéciale au Concours artistique de la Province au Musée du Québec.
- 1951 : prix du concours de dessin de Noël du quotidien Le Nouvelliste.
- 1957 : mention spéciale au Concours artistique de la Province au Musée du Québec.
- 1959 : premier prix de l'Exposition provinciale de Québec.
- 1960 : grand Prix de l'Exposition de Québec dans la section des Arts.
- 1961 : réception en son honneur à l’hôtel de ville de Trois-Rivières.
- 1966 : fête en son honneur à La Planque à Godro. Son nom est donné à la galerie permanente de cet endroit.

### Posthumes
- 1968 : une salle du Centre culturel de Trois-Rivières est désignée Centre d’exposition Raymond-Lasnier.
- 1969 : exposition commémorative, Ministère des Affaires culturelles au Centre culturel de Trois-Rivières.
- 1976 : lancement du livre de Louise Panneton, Raymond Lasnier, peintre.
- 1977 : la rue René de Trois-Rivières est renommée rue Raymond-Lasnier.
- 1979 : exposition souvenir à la Galerie Image.
- 1984 : exposition Souvenances regroupant des œuvres des regrettés de Raymond Lasnier et François Desruisseaux à la Galerie d’art du Parc.
- 1988 : exposition Hommage à Raymond Lasnier au musée Pierre-Boucher, vingt ans après son décès.
- 1998 : exposition souvenir de Raymond Lasnier au Musée Pierre-Boucher à l’occasion de son 30e anniversaire de décès.
- 2003 : une rue est nommée rue Raymond-Lasnier à Laval[29].
- 2006 : une rue Raymond-Lasnier est nommée en son honneur dans la ville de Québec.
- 2008 : l’exposition rétrospective Entrez chez Lasnier, présentée dans trois salles simultanément, à l’occasion du quarantième anniversaire de son décès.
- 2009 : une rue est nommée rue Raymond-Lasnier à Ville Saint-Laurent (Montréal)[29].

### Imprimé
- 1947-1951 : entre mai 1947 et janvier 1951, il fait régulièrement la page couverture du supplément lithographié de La Presse, avec ses toiles, aquarelles ou dessin.
- 1961 : couverture de Récits indiscrets, recueil de nouvelles, Anne-Marie de Launière-Dufresne, couverture de Raymond Lasnier, Montréal : Beauchemin éditeur, 1961, 189 pages, 20 cm.
- 1962 : couverture de Horizons mauriciens, Sylvain, couverture: dessin de Raymond Lasnier, Trois-Rivières : Éditions du Bien public, 1962, 135 p., viii p. de pl. : ill., carte ; 22 cm
- 2009 : son œuvre Marine est reproduite sur l’affiche : Québecor présente le 24e Festival international de la poésie de Trois-Rivières : "Le paysage finit toujours sur ton visage", Félix Leclerc, (affiche pour cette édition du festival, 1 affiche : coul. ; 56 × 43 cm, note(s) : reproduction d'œuvre d'art: Raymond Lasnier, Marine, huile sur toile, 1964, Collection Musée Pierre-Boucher ; photographie, Guy Langevin

### Documents sur Raymond Lasnier
- 1976 : Raymond Lasnier, peintre, Louise Panneton et Jean-Paul Lamy, photogr., Michel Gouin... et al., Sillery (Québec) : Éditions du Boréal Express, 1976, 89 p. : ill. (part. en coul.), portr. ; 22 × 30 cm, note(s),  (ISBN 0885030567)
- 1988 : Hommage à Raymond Lasnier 1924-1968, François Chaîné et Serge Desaulniers, 14 p. ; 21 cm
- 1998 : Répertoire numérique du Fonds Raymond Lasnier, FN-0661, Christian Lalancette et Suzanne Girard, Trois-Rivières : Archives du Séminaire de Trois-Rivières, 14 p., 28 cm.
- 2008 : Entrez chez Lasnier, Marie-Andrée Levasseur, Raymond Lasnier, Trois-Rivières : Centre d'exposition Raymond-Lasnier, 54 p.: principalement des ill. en coul., portr. ; 21 cm, note(s) : document témoin de l'événement et de l'exposition Entrez chez Lasnier présentée en 2008 simultanément au Centre d'exposition Raymond Lasnier, à la Galerie d'art du Parc et au Musée Pierre-Boucher  (ISBN 978-2-920992-16-0)

### Périodiques
Louise Panneton, Raymond Lasnier, peintre trifluvien, Le Mauricien médical, Trois-Rivières Vol. 2, no 2 (avril 1962 ; mai 1962 ; juin 1962), p. 55-58.

## Musées et collections publiques
- Centre d'exposition Raymond-Lasnier.
- Musée Pierre-Boucher.
- Musée national des beaux-arts du Québec[30].

## Archives
Le fonds d'archives de Raymond Lasnier est conservé au centre d'archives de Trois-Rivières de Bibliothèque et Archives nationales du Québec.